# Fritz Leiber senior

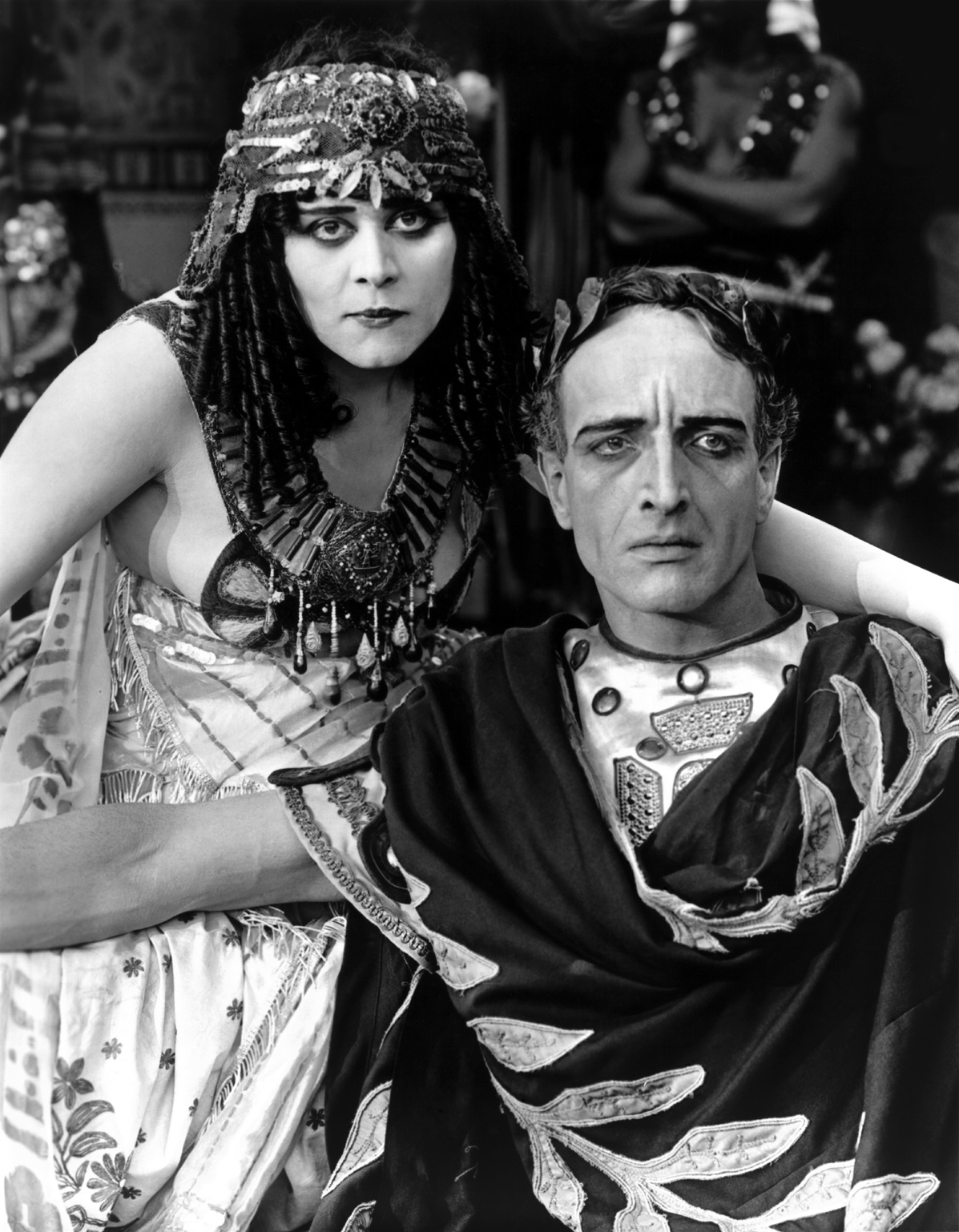
Fritz Leiber als Caesar mit Theda Bara als Kleopatra (1917)

Fritz Reuter Leiber senior (* 31. Januar 1882 in Chicago, Illinois; † 14. Oktober 1949 in Pacific Palisades, Kalifornien) war ein US-amerikanischer Bühnen- und Filmschauspieler.

## Leben und Karriere
Leiber war der Sohn von Albrecht Leiber, der 1850 aus Baden-Baden in die Vereinigten Staaten ausgewandert war, im amerikanischen Bürgerkrieg gekämpft und den Dienstgrad eines Captains erreicht hatte.
Fritz Leiber begann seine Schauspielkarriere im Jahre 1902 und wurde schnell zu einem bedeutenden Theaterschauspieler seiner Ära, der insbesondere als Darsteller zahlreicher Shakespeare-Rollen Erfolg hatte. Im Laufe seiner langen Karriere verkörperte er unter anderem König Lear oder Hamlet. In einer Verfilmung von Romeo und Julia aus dem Jahre 1916 spielte er neben Francis X. Bushman den Mercutio. Zeitweise besaß Leiber sogar seine eigene Schauspieltruppe Fritz Leiber & Co. In der Stummfilmzeit erlangte Leiber auch als Filmdarsteller Berühmtheit: Er verkörperte Caesar in der aufwendigen Kleopatra-Verfilmung von 1917 mit Stummfilmlegende Theda Bara in der Titelrolle; außerdem König Salomo in Monumentalfilm The Queen of Sheba mit Betty Blythe. 
In seinen Tonfilmen der 1930er- und 1940er-Jahre musste sich Leiber dagegen meist mit Nebenrollen kleiner bis mittlerer Größe begnügen. Der früh ergraute Schauspieler spielte aufgrund seiner ernsthaft-würdenvollen Ausstrahlung vor allem Figuren wie Priester, Professoren, Ärzte oder Offiziere. Leiber war unter anderem als hartnäckiger Gegenspieler des Wissenschaftlers Louis Pasteur in der oscarprämierten Filmbiografie Louis Pasteur (1935) zu sehen, außerdem spielte er Franz Liszt in Phantom der Oper (1943) und einen Gefängnispfarrer neben Charlie Chaplin in Monsieur Verdoux – Der Frauenmörder von Paris (1947). Bis zu seinem Tode absolvierte Leiber über 60 Filmauftritte.
Leiber starb 1949 im Alter von 67 Jahren an einem Herzinfarkt und hinterließ seine Ehefrau Virginia Bronson, mit der er seit 1910 verheiratet gewesen war. Sein Sohn war der bekannte Science-Fiction-Autor Fritz Leiber Jr., mit dem er auch gemeinsam in William Dieterles Der Glöckner von Notre Dame auftrat.

## Filmografie (Auswahl)
- 1917: Cleopatra
- 1920: If I Were King
- 1921: The Queen of Sheba
- 1935: Flucht aus Paris (A Tale of Two Cities)
- 1935: Louis Pasteur (The Story of Louis Pasteur)
- 1936: Under Two Flags
- 1936: Ein rastloses Leben (Anthony Adverse)
- 1937: The Great Garrick
- 1937: Der Prinz und der Bettelknabe (The Prince and the Pauper)
- 1939: Nurse Edith Cavell
- 1939: Der Glöckner von Notre Dame (The Hunchback of Notre Dame)
- 1940: Hölle, wo ist dein Sieg? (All This and Heaven Too)
- 1940: Der Herr der sieben Meere (The Sea Hawk)
- 1941: Aloma, die Tochter der Südsee (Aloma of the South Seas)
- 1943: Phantom der Oper (Phantom of the Opera)
- 1943: Liebeslied der Wüste (The Desert Song)
- 1944: Die Schlangenpriesterin (Cobra Woman)
- 1944: Cry of the Werewolf
- 1945: Die Seeteufel von Cartagena (The Spanish Main)
- 1945: Die Liebe unseres Lebens (This Love of Ours)
- 1945: Straße der Versuchung (Scarlet Street)
- 1946: Ein eleganter Gauner (A Scandal in Paris)
- 1946: Humoreske (Humoresque)
- 1947: Monsieur Verdoux – Der Frauenmörder von Paris (Monsieur Verdoux)
- 1947: Das Netz (The Web)
- 1948: Opium (To the Ends of the Earth)
- 1948: Abenteuer auf Sizilien (Adventures of Casanova)
- 1948: Reise ins Verderben (Inner Sanctum)
- 1948: Aus dem Dunkel des Waldes (Another Part of the Forest)
- 1949: Samson und Delilah (Samson and Delilah)
- 1949: Die schwarzen Teufel von Bagdad (Bagdad)
- 1949: Die Braut des Maharadscha (Song of India)
- 1950: Fluch des Blutes (Devil's Doorway)